# Сипятрово
Сипятрово — деревня в составе Дмитриевского сельского поселения Галичского района Костромской области России.

## История
Согласно Спискам населенных мест Российской империи в 1872 году деревня относилась к 2 стану Галичского уезда Костромской губернии. В ней числилось 12 дворов, проживало 24 мужчины и 36 женщин.
Согласно переписи населения 1897 года в деревне проживало 63 человека (22 мужчины и 41 женщина).
Согласно Списку населенных мест Костромской губернии в 1907 году деревня относилось к Фоминской казенной волости Галичского уезда Костромской губернии. По сведениям волостного правления за 1907 год в ней числилось 15 крестьянских дворов и 98 жителей. Основными занятиями жителей деревни были малярный промысел и сельскохозяйственные работы.
До муниципальной реформы 2010 года деревня также входила в состав Дмитриевского сельского поселения.